# Saint-Benin-des-Bois
Saint-Benin-des-Bois ist eine französische Gemeinde mit 193 Einwohnern (Stand: 1. Januar 2022) im Département Nièvre in der Region Bourgogne-Franche-Comté. Die Gemeinde gehört zum Arrondissement Nevers und zum Kanton Guérigny. 

## Geografie
Saint-Benin-des-Bois liegt etwa 26 Kilometer ostnordöstlich von Nevers in Zentralfrankreich. Umgeben wird Saint-Benin-des-Bois von den Nachbargemeinden Lurcy-le-Bourg im Norden, Sainte-Marie im Osten, Bona im Süden, Saint-Sulpice im Südwesten sowie Nolay im Westen.

## Bevölkerungsentwicklung
| Jahr                       | 1962 | 1968 | 1975 | 1982 | 1990 | 1999 | 2006 | 2013 |
| Einwohner                  | 313  | 276  | 266  | 220  | 161  | 171  | 200  | 173  |
| Quellen: Cassini und INSEE |      |      |      |      |      |      |      |      |

## Sehenswürdigkeiten
- Kirche Saint-Bénigne aus dem 12. Jahrhundert

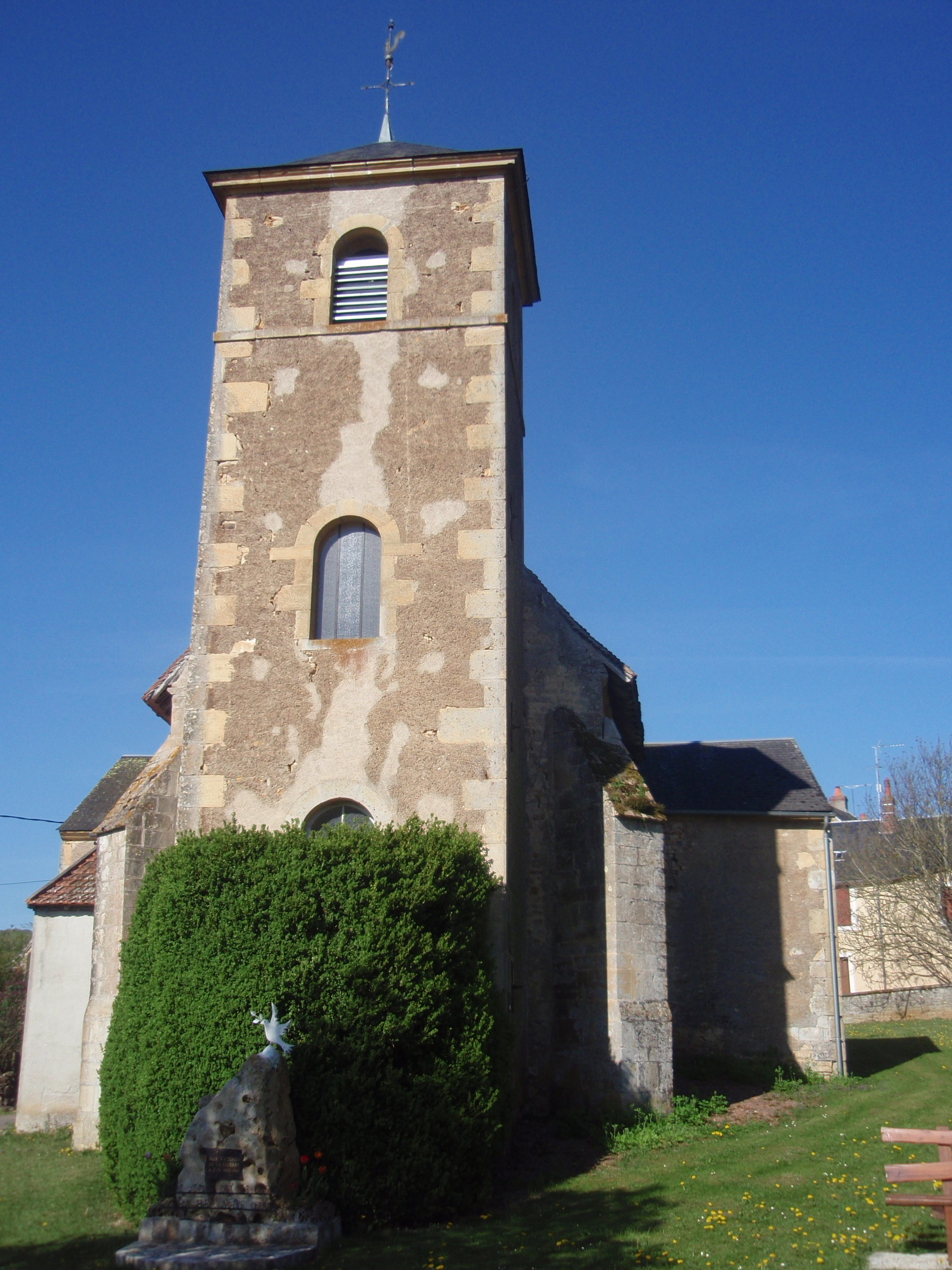
Kirche Saint-Bénigne

- Burg Ligny
- Festung von Lurcy